# TT66
La tombe thébaine TT 66 est située à Cheikh Abd el-Gournah, dans la nécropole thébaine, sur la rive ouest du Nil, face à Louxor en Égypte.
C'est la sépulture d'Hépou, vizir pendant le règne de Thoutmôsis IV.

## Description
Le couloir est décoré de scènes montrant plusieurs ateliers. Les travailleurs sont les sculpteurs, des travailleurs sur cuir et métal et des fabricants de vase. Il a aussi des scènes décrivant la construction de chars.
Le texte dans la tombe relate l'Installation du vizir. Ce texte concernant Hepou est une réplique partielle du texte du tombeau de Rekhmirê (TT100). Un texte similaire apparaît dans le tombeau d'Ouseramon.
La salle intérieure comprend des scènes d'une cortèges funèbres, une liste de rituels d'offrande et une scène montrant une offrande faite par un fils à ses parents Hepou et sa femme Rennai.